# Mesocricetus brandti
Mesocricetus brandti (Мезокрікетус Брандта) — вид ссавців з родини Cricetidae.

## Генетика
2n=44.

## Поширення
Країни поширення: Вірменія, Азербайджан, Грузія, Іран, Російська Федерація, Туреччина.  Зустрічається від рівня моря до 2600 м, однак, основний діапазон вище 1,000-2,200 м. Зустрічається в сухих відкритих степах зі злаками і полином, чи зерновими і травами. Також можна знайти і на землях сільськогосподарського призначення.

## Звички
Харчується травами і зерням, іноді споживає комах та інших безхребетних. Є зимова сплячка і робить запаси для зими. Ці запаси включають зернові, коріння трав, цибулини і листя. Залежно від типу ґрунту нори можуть бути від 50 см до 2 м у глибину, та від 6 до 10 м в довжину. Нори мають кілька проходів, гніздову камеру, харчову камеру і туалетну камеру. Часто має нори в колоніях Microtus arvalis і Microtus socialis.

## Розмноження
Розмножується 2-3 рази на рік. В добрі роки буває до 4 приплодів на рік. Розмір приплоду становить від 4 до 20 дитинчат, 10 в середньому. Вагітність триває 16-17 днів.

## Загрози та охорона
Сільське господарство в Туреччині руйнує багато природного степу. Зустрічаються в природоохоронних районах.